# 社区大学站
社区大学站（英語：Community College station）隶属于马萨诸塞湾交通局，是波士顿地铁橙线地铁站。社区大学站是无障碍车站，位于麻薩諸塞州波士顿查爾斯頓，靠近奥斯汀街和新卢瑟福大道(MA-99)路口，93號州際公路双层扎基姆邦克山桥下方。车站以临近的邦克山社区大学命名，服务于周边社区。

## 历史

### 火车站
19世纪绝大部分时间里，波士顿北侧的四大铁路：菲奇堡铁路、波士顿至洛厄尔铁路、波士顿至缅因铁路和东部铁路并不共享轨道。1893年， 波士顿北联合车站建成后他们才共享车站。那时候，查尔斯顿与东剑桥之间被米勒斯河海湾分割。菲奇堡铁路在如今社区大学站附近横穿波士顿至缅因铁路和东部铁路。菲奇堡铁路和波士顿至缅因铁路在这附近均有货运站，19世纪50年代波士顿至缅因铁路又增设了查尔斯顿火车站。菲奇堡铁路的查尔斯顿站在如今车站的西部的林伍德街附近。

### 高架车站

1920年明信片上的城市广场站

波士顿高架铁路公司干线的查尔斯顿高架段于1901年6月开通，线路在查尔斯顿设有3座高架车站。汤普森广场站位于如今车站东部三分之一英里处奥斯汀街与主街路口，城市广场站位于南部半英里处卢瑟福大道与切尔西街路口。1917年计划将高架线改建为地铁，但由于美国加入第一次世界大战，重建工程取消。
华盛顿街高架线上所有车站同时建造，设计相同，但查尔斯顿高架段靠近波士頓灣和米斯蒂克河河口，持续性暴露在具有腐蚀性的海风中。当地居民也认为高架车站产生大量噪声，遮挡了主街上的阳光。20世纪60年代，最终裁定查尔斯顿不适合建造高架车站，而全部用隧道又过于昂贵。

### 地铁站

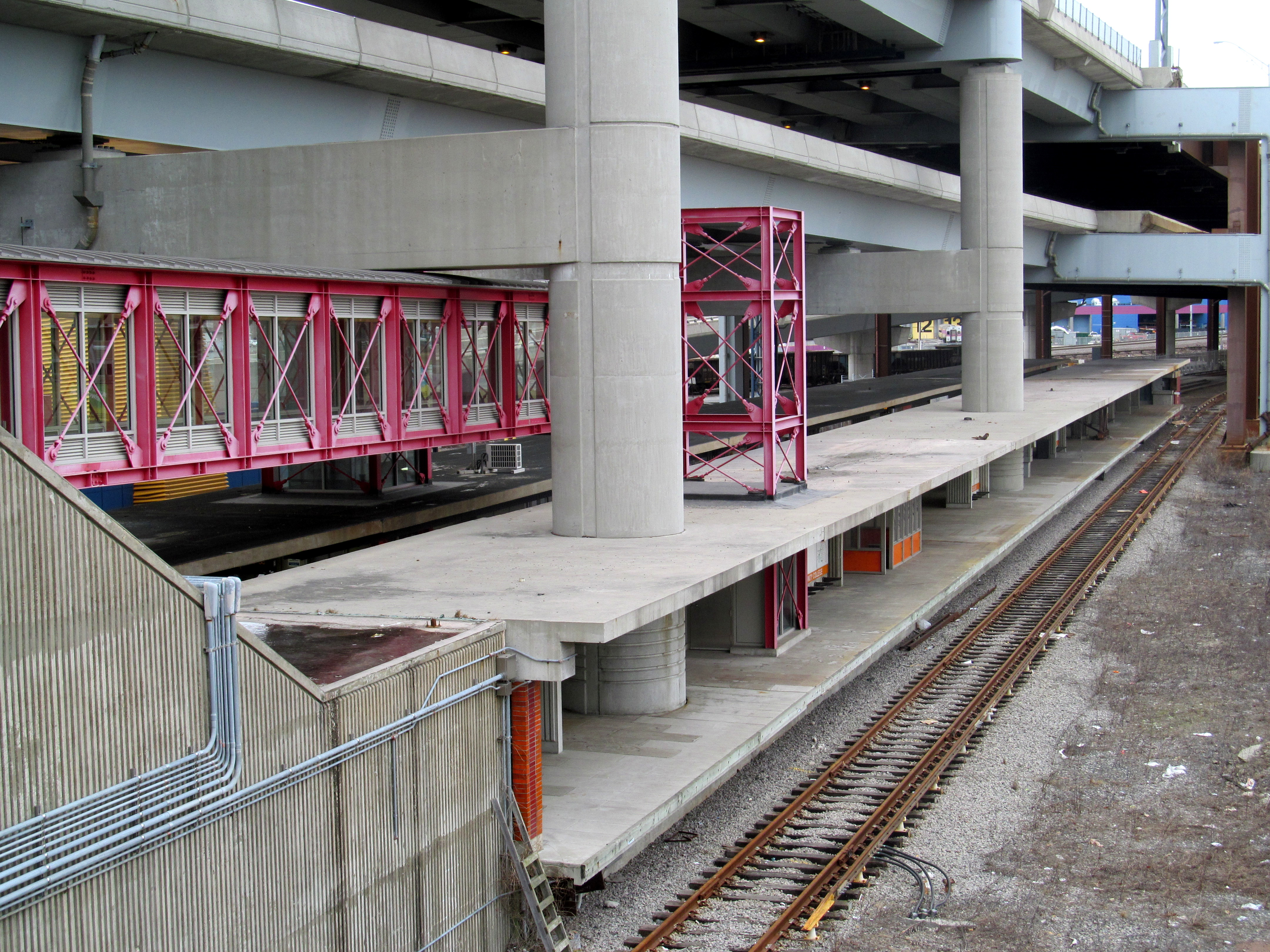
车站未使用的快车站台

最终，橙线延长线干草市场站至波士顿北站修建地铁隧道，隧道横跨查尔斯河后在靠近社区大学的隧道出入口驶向地面，之后沿着黑弗里尔线修建地面轨道，降低征地难度。新修建的社区大学站取代了查尔斯顿附近的两个高架车站，1975年4月7日，延长线开通。1967年，马萨诸塞湾交通局将干线高架线更名为橙线。
社区大学站有两座岛式站台，一座为橙线站台，另一座为橙线快车准备。马萨诸塞湾交通局原计划将橙线延长至雷丁站，取代通勤铁路。然而，由于当地居民反对，地铁仅延长至梅尔罗斯的橡树林站，快车计划也取消了。威灵顿站和沙利文广场站在高峰期会开放快车站台以加快上下客速度，但由于社区大学站并不繁忙，快车站台从未被使用。
最初建造车站时未按照无障碍车站设计，大开掘工程时期，为车站的主站台增设电梯。未投入使用的第二站台虽然安装了电梯竖井框架，但并没有安装电梯。改造施工于2005年前后完成。

## 地点及换乘

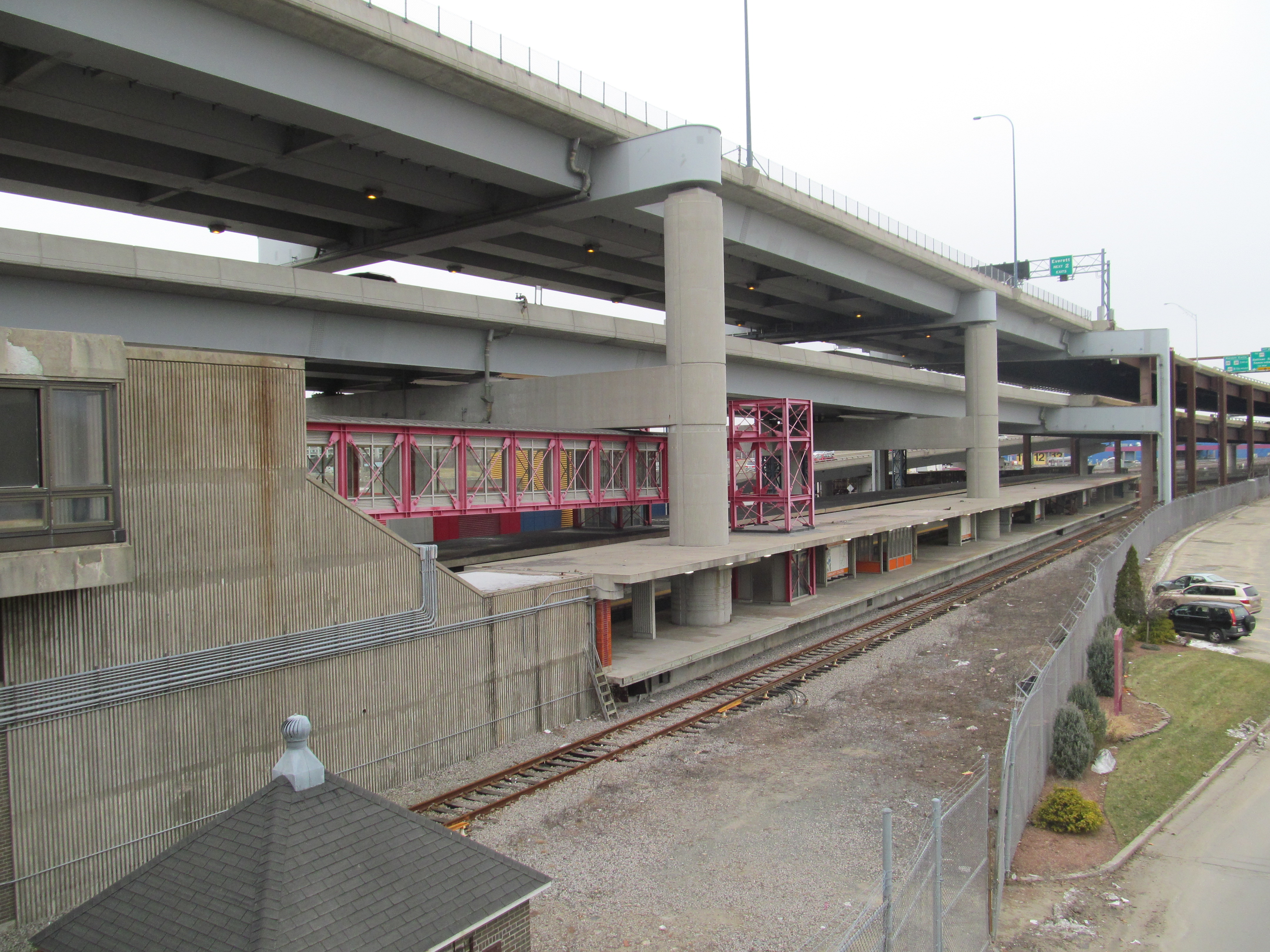
社区大学站建造在双层I-93州际高速公路桥正下方。

社区大学站是橙线仅有的几座没有任何换乘公交的车站。车站不设公車專用道，周围社区对公交车依赖程度较低。车站西侧和北侧主要是马萨诸塞湾交通局通勤铁路车辆养护站、废弃货运车辆段和内环工业园区，车站南部为I-93高速、托宾桥和1号美国国道闸道。
车站主要服务于邦克山社区大学和车站东部的查尔斯顿社区。然而大多数查尔斯顿居民乘坐 92路及93路公交车，该公交并不能于社区大学站换乘，而是往返于干草市场站和沙利文广场站。1975年12月，92路公交曾改道至社区大学站，但是1977年12月后又改回去了。
车站前的公路桥通向东剑桥区，乘客可在莱希米尔站终点站乘坐波士顿轻轨绿线。

## 车站结构
| G  | 地面                 | 出入口                  |
| B1 | 大厅                 | 检票口                  |
| B2 | 南行                 | 往森林山 （波士顿北站） |
| B2 | 島式月台，左侧开门   |                         |
| B2 | 北行                 | 往橡树林 （沙利文广场） |
| B2 | 島式月台，无常规服务 |                         |
| B2 | 北行                 | 无常规服务              |